# 井村屋穗乃香
井村屋 穗乃香（日语：井村屋 ほのか）是日本的女性声优。主要参与日本成人游戏的配音。

## 人物介绍
主要出演后辈以及低年级的角色（当然也有高年级的前辈之类的）同级生的出演比较少。另外，与同类声优相比出演妹系角色的机会比较少。已婚。

## 演出作品

### 成人游戏
2000年
2001年
- （櫻里瀨）
- （藤之木二重）

2002年
- BLUE（霧島水帆）
- （山口美依子）

2003年
- （進藤成美）
- 没有天使的12月（須磨寺雪緒）
- （米拉露卡）

2005年
- ToHeart2 XRATED（HMX-17c 依露法）
- 戀獄 ～月狂病～（綾崎樓子）
- （明姬繭）
- （本條遼子）
- （柳生衛）

2006年
- 遥仰凰华（仁礼栖香）
- （御巫久遠）
- （伊薩朵拉・卡拉絲）
- （柚木佳奈）
- （事代操）
- （中塚凜）

2007年
- 為了見到明天的你（藤崎朝陽）
- （橋野須美）
- （櫻野美戀）
- PRIMITIVE LINK（梅雅・蕾諾拉）
- 恋姬†无双 ～心跳☆满是少女的三国演义～（呂布）
- （莉賽蘿蒂・馮・蘿桑古蘿涅）
- （御崎瑞希）

2008年
- 為了見到明天的七海（藤崎朝陽）
- 樱花街道（琉璃）
- 去問諾斯特拉達姆士吧♪（秋葉穗乃香）
- （絲緹亞・諾爾）
- 11eyes -罪與罰與贖的少女-（百野栞）
- 我們沒有羽翼 ～Prelude～（米田優）
- 姬巫女・纖月（來長麗愛）
- Coming×Humming!!（高遠鈴音）
- （莉賽蘿蒂・馮・蘿桑古蘿涅）
- （姬神）
- 真・戀姬†無雙 〜少女繚亂☆三國演義〜（呂布）
- （娜達）

2009年
- 我們沒有羽翼（米田優）
- Marginal Skip（トスク[1]）
- （武上小夜[2]）
- BALDR SKY Dive1 "Lost Memory"（桐島蕾茵）
- Stellar☆Theater（狩野[3]）
- （艾莉莎爾・哈蘿絲[4]）
- 77 ～And, two stars meet again～（天峰瑠瑠）
- （皇海柚香）
- （相川智枝[5]）
- MAGIC A RIDE（美里）

2010年
- NOBLE☆WORKS（源茅明[6]）
- BALDR SKY DiveX "DREAM WORLD"（桐島蕾茵）
- 我們沒有羽翼 AfterStory（米田 優）
- 真·戀姬†無雙 〜萌將傳〜（呂布）

2011年
- （白姫 和葉）
- relations sister×sister.（長門 いずみ）
- 11eyes -Resona Forma-（百野 栞）
- 未來鄉愁（春日伊織）
- （由布 明日香）
- Strawberry Nauts（楠 耶央）
- （ラヴィ・ルーナ）

2012年
- （那智 優香）
- 英雄*戰姫（ギルガメッシュ）
- Angel Guard（アリス[7]）

2013年
- BALDR SKY ZERO（桐島レイン）
- 虛之少女（白崎 未散、祠草 未夜）

2014年
- 英雄*戰姫GOLD（アトラス、ギルガメシュ）

2015年
- 神のラプソディ（リィン[8]）
- 真・恋姫†英雄譚2〜乙女艶乱☆三国志演義［魏］〜（呂布）

2016年
- 戰國†戀姬X（北条 朔夜 氏康）

### 一般遊戲
- 戀獄 ～靈魂的苦惱～（綾崎樓子）
- 77 〜beyond the Milky Way〜（天峰 瑠々）
- 戰國†戀姬（北条 朔夜 氏康）

### 成人動畫
- カルタグラ 〜ツキ狂イノ病〜（綾崎 楼子）
- きみはぐ（桜野 美恋）

### CD
- 為了見到明天的你 Drama CD （藤崎朝陽）